# Americhernes ellipticus
Espèce
Synonymes
- Lamprochernes ellipticus Hoff, 1944

Americhernes ellipticus est une espèce de pseudoscorpions de la famille des Chernetidae.

## Distribution
Cette espèce se rencontre au Mexique en Basse-Californie et aux États-Unis au Nouveau-Mexique et au Colorado.

## Description
La femelle holotype mesure 3,5 mm.

## Publication originale
- Hoff, 1944 : New pseudoscorpions of the subfamily Lamprochernetinae. American Museum Novitates, no 1271, p. 1-12 (texte intégral).